# Arquebisbat de Lilla
L'arquebisbat de Lilla (francès: Archidiocèse de Lille, llatí: Archidioecesis Insulensis) és una seu metropolitana de l'Església Catòlica a França. Al 2016 tenia 1.103.617 batejats sobre una població de 1.594.516 habitants. Actualment està regida per l'arquebisbe Laurent Ulrich.

## Territori
La diòcesi comprèn els districtes de Lilla i de Dunkerque, a la part septentrional del departament francès del Nord.
La seu episcopal és la ciutat de Lilla, on es troba la catedral de Notre-Dame-de-la-Treille.
El territori s'estén sobre 2.288 km², i està dividit en 109 parròquies, agrupades en 14 vicariats: litoral oest de Dunkerque, litoral est de Dunkerque, Moulins de Flandre, Cœur de Flandre, Lys e Deûle, Hauts de Lys, Tourcoing - Neuville, Roubaix, Le Barœul, Rives de la Deûle, Lilla, Haubourdin - Weppes, Mélantois, Pévèle - Carembault.

### Província eclesiàstica
La província eclesiàstica de Lilla, instituïda el 2008 i que comprèn la regió del Nord-Pas de Calais, comprèn dues diòcesis sufragànies:
- l'arxidiòcesi de Cambrai (anterior seu metropolitana);
- la diòcesi d'Arràs.

## Història
La diòcesi va ser erigida el 25 d'octubre de 1913 mitjançant la butlla Consistoriali decreto del Papa Pius X, prenent el territori de l'arquebisbat de Cambrai. Aquest territori, fins al 1801, pertanyia a quatre diòcesis: Tournai, Arràs, Saint-Omer i Ypres. Originàriament era sufragània de l'arquebisbat de Cambrai.
El 29 de març de 2008 va ser elevada al rang d'arxidiòcesi metropolitana amb la butlla In Gallia del papa Benet XVI.

## Cronologia episcopal
- Alexis-Armand Charost † (21 de novembre de 1913 - 18 de juny de 1920 nomenat arquebisbe coadjutor di Rennes con il títol de Chersoneso di Zechia)
- Hector-Raphaël Quilliet † (18 de juny de 1920 - 23 de març de 1928 renuncià)
- Achille Liénart † (6 d'octubre de 1928 - 7 de març de 1968 jubilat)
- Adrien-Edmond-Maurice Gand † (7 de març de 1968 - 13 d'agost de 1983 jubilat)
- Jean-Félix-Albert-Marie Vilnet † (13 d'agost de 1983 - 2 de juliol de 1998 jubilat)
- Gérard Denis Auguste Defois (2 de juliol de 1998 - 1 de febrer de 2008 jubilat)
- Laurent Ulrich, des de l'1 de febrer de 2008

## Estadístiques
A finals del 2016, la diòcesi tenia 1.103.617 batejats sobre una població de 1.594.516 persones, equivalent al 69,2% del total.
| any  | població  | població  | població | sacerdots | sacerdots       | sacerdots       | sacerdots             | diaques | religiosos | religiosos | parròquies |
| ---- | --------- | --------- | -------- | --------- | --------------- | --------------- | --------------------- | ------- | ---------- | ---------- | ---------- |
| any  | batejats  | total     | %        | total     | clergat secular | clergat regular | batejats por sacerdot | diaques | homes      | dones      |            |
| 1950 | ?         | 1.077.399 | ?        | 1.750     | 1.569           | 181             | ?                     |         |            |            | 147        |
| 1970 | 1.250.000 | 1.410.674 | 88,6     | 1.320     | 1.096           | 224             | 946                   |         | 224        | 2.910      | 397        |
| 1980 | 1.310.000 | 1.500.500 | 87,3     | 1.282     | 1.062           | 220             | 1.021                 | 5       | 360        | 1.983      | 396        |
| 1990 | 1.200.400 | 1.500.500 | 80,0     | 960       | 772             | 188             | 1.250                 | 17      | 314        | 1.410      | 393        |
| 1999 | 804.230   | 1.527.950 | 52,6     | 704       | 566             | 138             | 1.142                 | 41      | 408        | 995        | 199        |
| 2000 | 820.000   | 1.557.877 | 52,6     | 713       | 569             | 144             | 1.150                 | 43      | 321        | 922        | 190        |
| 2001 | 1.050.000 | 1.557.877 | 67,4     | 721       | 585             | 136             | 1.456                 | 47      | 322        | 847        | 167        |
| 2002 | 1.050.000 | 1.558.000 | 67,4     | 660       | 532             | 128             | 1.590                 | 54      | 291        | 818        | 162        |
| 2003 | 1.060.000 | 1.558.000 | 68,0     | 637       | 516             | 121             | 1.664                 | 55      | 253        | 795        | 149        |
| 2004 | 1.060.000 | 1.558.000 | 68,0     | 624       | 498             | 126             | 1.698                 | 52      | 284        | 763        | 137        |
| 2013 | 1.090.000 | 1.647.000 | 66,2     | 438       | 350             | 88              | 2.488                 | 74      | 220        | 527        | 111        |
| 2016 | 1.103.617 | 1.594.516 | 69,2     | 393       | 310             | 83              | 2.808                 | 87      | 187        | 484        | 109        |

## Galeria d'imatges

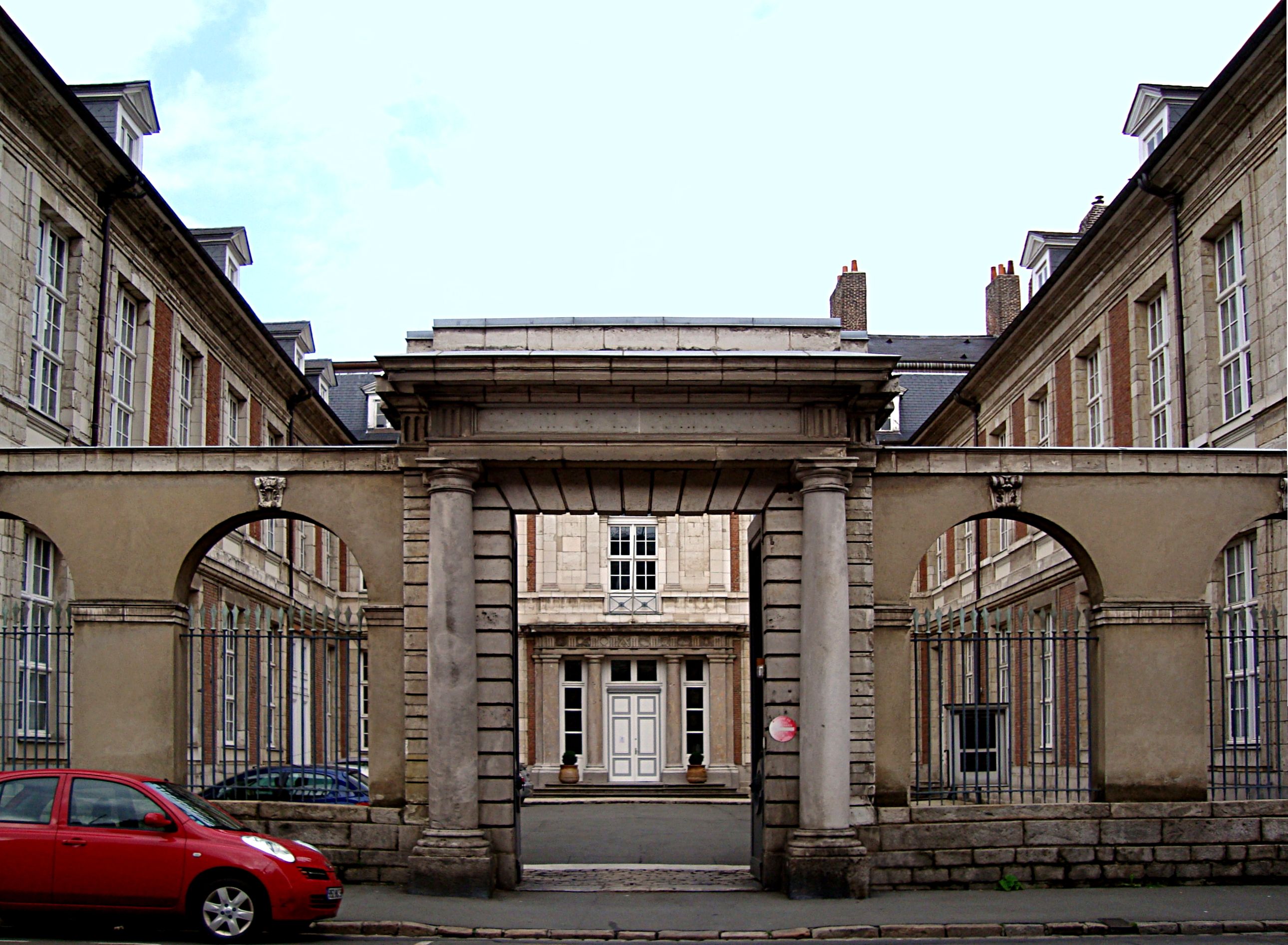
El palau episcopal de Lilla.
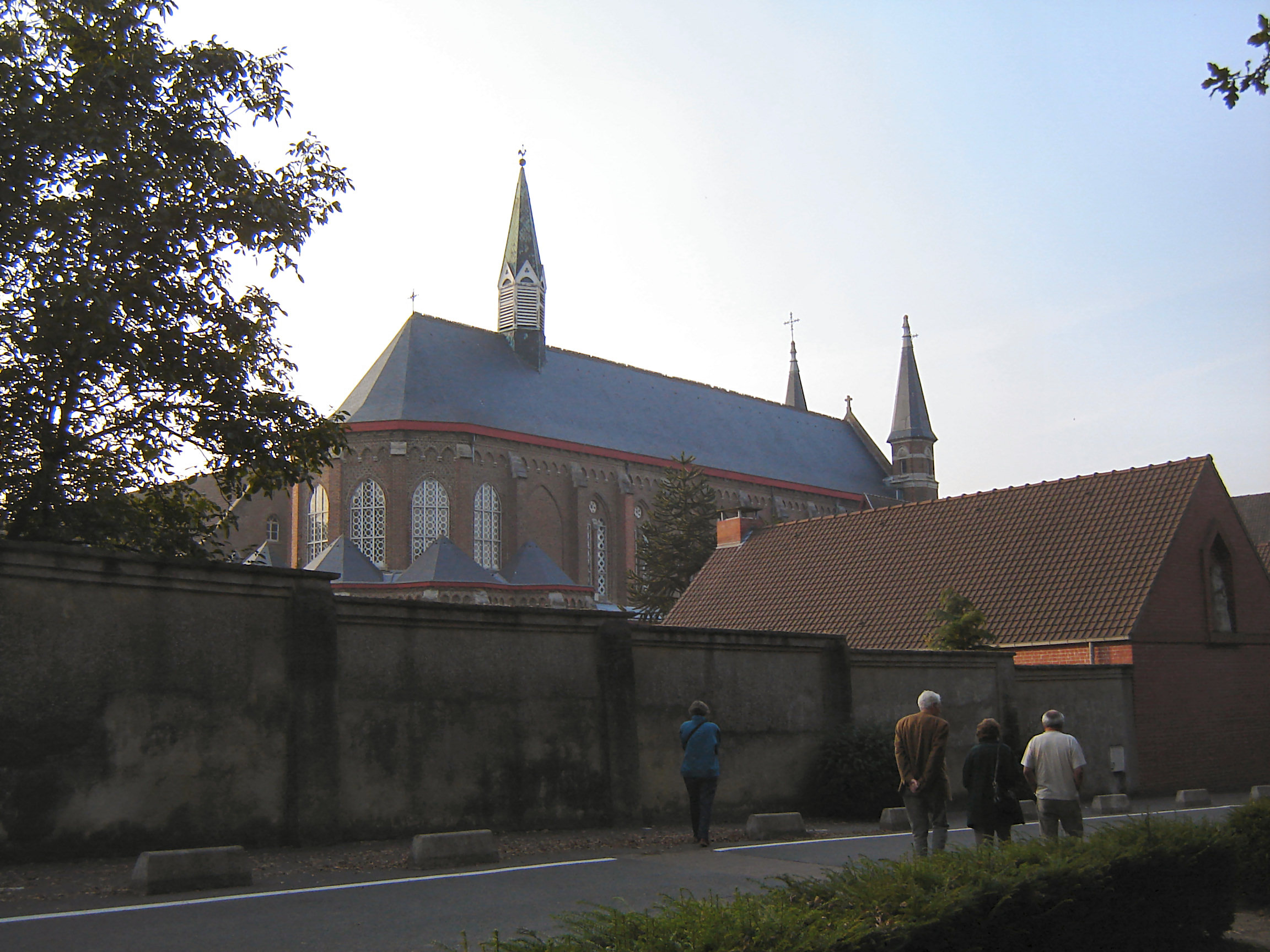
L'abadia Sainte Marie du Mont des Cats.